# Pot O’ Gold
«Pot O’ Gold» (рус. Горшок с золотом) — четвёртый эпизод третьего сезона американского музыкального телесериала «Хор», показанный телеканалом Fox 1 ноября 2011 года. Режиссёром эпизода стал Адам Шенкман, а автором сценария — Элисон Адлер. В серии появляется новый персонаж — студент по обмену из Ирландии Рори Фланаган, роль которого исполняет победитель The Glee Project Дамиан МакГинти.

## Сюжет
В школе Макинли появляется новый студент из Ирландии — Рори Фланаган (Дамиан МакГинти), который живёт в семье Бриттани (Хизер Моррис). Британни, в свойственной ей манере, полагает, что Рори — лепрекон, которого видит только она. В обмен на некий «горшок с золотом» она просит его выполнить три её желания. Между тем сам Рори пытается социализироваться в школе, знакомится с Финном Хадсоном (Кори Монтейт), но, будучи новичком, подвергается издевательствам со стороны школьных хоккеистов. Чтобы выразить своё отчаяние, он поёт «Bein' Green» из телешоу Улица Сезам.
Мерседес Джонс (Эмбер Райли) пытается переманить девушек «Новых горизонтов» во второй хор под руководством Шелби Коркоран (Идина Мензель). Сантана (Ная Ривера), которая считает, что в тени Рейчел (Лиа Мишель) она получает мало сольных партий, соглашается присоединиться ко второму хору, но только вместе с Бриттани, в которую она влюблена. В кафе она пытается выяснить с ней отношения, снова сообщая, что она хочет быть с ней. Бриттани рассказывает ей про «волшебную силу» Рори.
Куинн (Дианна Агрон) и Пак (Марк Саллинг) предлагают помочь присмотреть за Бет, пока Шелби отлучается по делам. Когда Шелби уходит, Куинн наводит в доме беспорядок, намереваясь выставить её плохой матерью, чтобы служба по усыновлению вернула ребёнка Куинн. Пак сомневается, что Шелби заслужила быть дискредитированной; в тайне от Куинн, он возвращается и приводит всё в порядок. Чтобы успокоить Бет, с которой не может справиться Шелби, Пак поёт «Waiting for a Girl Like You». Шелби рассказывает ему, как трудно быть матерью-одиночкой.
Кандидат на место конгрессмена Сью Сильвестр (Джейн Линч) во время теленовостей призывает саботировать школьную постановку Вестсайдской истории, так как на неё тратится слишком много денег. Хор остаётся без бюджета. Курт (Крис Колфер) обращается за помощью к своему отцу Барту (Майк О’Мэлли), который при помощи нескольких похоронных агентств финансирует мюзикл. Уилл Шустер (Мэтью Моррисон) предлагает Барту самому выдвинуть свою кандидатуру на выборах в конгресс. Барт соглашается, а Курт и Уилл решают помогать ему. Между тем остальные хористы расстроены потерей Мерседес и потенциально возможным уходом Сантаны и Бриттани. Чтобы поднять их дух, Блейн Андерсон (Даррен Крисс) поёт песню «Last Friday Night (T.G.I.F.)», что становится для Сантаны последней каплей: она уходит из хора и выказывает недовольство единоличным лидерством Блейна и Рейчел.
Сантана беседует с Рори и просит его оставить Бриттани в покое. Она просит его выполнить её желание: уговорить Брит вступить в хор Шелби. Рори разговаривает с Брит, и та, веря, что Рори способен выполнять желания, решает, что у неё нет выхода. Финн, узнав, что «Новые горизонты» покидают ещё два человека, грубит Брит, называя её тупицей; они окончательно ссорятся. Первым номером второго хора, получившего название «Ходячие неприятности», становится «Candyman» с Мерседес, Сантаной и Брит в качестве лидирующих солистов. За репетицией наблюдают Уилл и Финн; они поражены, насколько подготовлены девушки, и принимают их в качестве потенциальных конкуренток. Финн просит прощения у Брит за оскорбления. Когда он замечает, что Рори в очередной раз подвергается нападкам со стороны хоккеистов, он приводит его на прослушивание в хор. Рори поёт «Take Care of Yourself», что приводит в восторг Рейчел. Курт и Арти (Кевин Макхейл) пытаются наладить отношения с Мерседес, поприветствовав её на репетиции, а, однако, Сантана осаждает их; для неё они просто конкуренты. В финале Пак целует Шелби.

## Создание
Сценарий эпизода был написан исполнительным сопродюсером сериала Элисон Адлер, совместно с режиссёром Адамом Шенкманомм, для которого серия стала уже второй режиссёрской работой в рамках сериала (ранее он снял эпизод «The Rocky Horror Glee Show» во втором сезоне). Шенкман закончил работу над серией 2 сентября, а съёмки закончились 22 сентября 2011 года и проходили параллельно с предыдущим эпизодом, «Asian F», который был закончен 16 сентября.
Дамиан МакГинти, победитель реалити-шоу The Glee Project, призом в котором стало появление в семи эпизодах сериала, впервые появится в серии «Pot o’ Gold» в качестве второстепенного персонажа — студента из Ирландии. Райан Мёрфи, один из создателей сериала, рассказал, что в первый день съёмок МакГинти «был засунут в шкафчик двадцать пять раз», а также что его первая сольная песня удостоилась бури оваций. Он также сообщил, что персонаж МакГинти, Рори, будет жить вместе с семьёй Бриттани, которую играет актриса Хизер Моррис. Идея поселить нового героя именно к Бриттани возникла у создателей в финальной серии The Glee Project, где судьи решили, что ввиду особенностей персонажа Бриттани она не сможет понять ни слова из-за акцента Рори, и это добавит комичного момента.